# Swietłana Romaszyna
Swietłana Aleksiejewna Romaszyna (ros. Светлана Алексеевна Ромашина; ur. 21 września 1989 w Moskwie) – rosyjska pływaczka synchroniczna, pięciokrotna mistrzyni olimpijska, 11-krotna mistrzyni świata, 6-krotna mistrzyni Europy.
Jest drużynową złotą medalistką Igrzysk Olimpijskich z Pekinu oraz złotą medalistką Igrzysk Olimpijskich z Londynu w duecie oraz w drużynie, a także złotą medalistką Igrzysk Olimpijskich z Rio de Janeiro w duecie i w drużynie.

## Nagrody i odznaczenia
- Order „Za zasługi dla Ojczyzny” IV stopnia (13 sierpnia 2012 roku) – za wielki wkład w rozwój kultury fizycznej i sportu, wysokie osiągnięcia sportowe na XXX Letnich Igrzyskach Olimpijskich w Londynie[7]
- Order Przyjaźni (2 sierpnia 2009 roku) – za wielki wkład w rozwój kultury fizycznej i sportu oraz za wysokie osiągnięcia na XXIX Letnich Igrzyskach Olimpijskich w Pekinie[8]
- Zasłużony Mistrz Sportu w Rosji